# Gottfried Gusenbauer
Gottfried Gusenbauer (* 11. April 1968 in Linz) ist ein österreichischer Kurator und seit 2012 künstlerischer Direktor des Karikaturmuseums Krems.

## Leben
Gottfried Gusenbauer wuchs in Tragwein im Mühlviertel in Oberösterreich auf. Von 1982 bis 1987 absolvierte er die Höhere Technische Lehranstalt in Waidhofen an der Ybbs, Fachrichtung Elektrotechnik. Er studierte einige Semester Wirtschaftsinformatik, entschied sich aber für eine künstlerische Laufbahn als Mitarbeiter im Produktionsteam (Kamera und Schnitt) für diverse Film-, Theater- und Kunstprojekte. Ab 1995 war Gusenbauer für die Medienstudios im Offenen Kulturhaus Linz verantwortlich und hatte Lehraufträge für Video an der Universität für künstlerische und industrielle Gestaltung Linz und für Storyboard an der Fachhochschule St. Pölten inne.
Er ist Mitglied der Linzer Künstlervereinigung MAERZ.

## Wirken
Seit 2000 beschäftigt sich Gusenbauer mit der österreichischen Zeichnerszene. Gemeinsam mit Sibylle Gusenbauer gründete er den Kunstverein lin-c für Comic und Bildliteratur und fungierte als Herausgeber des gleichnamigen Comicmagazins (3 Ausgaben von 2005 bis 2007). 2009 gründete er das Nextcomic-Festival Linz zu Linz 2009 – Kulturhauptstadt Europas. Seit 2012 ist er Direktor des Karikaturmuseums Krems. Zum Antritt gestaltete er die Dauerpräsentation der Ausstellung Für immer Deix! mit den Cartoons von Manfred Deix neu und gab den gleichnamigen Bestandskatalog heraus.
Er kuratierte ferner Ausstellungen für Erich Sokol, Gerhard Haderer, Marie Marcks und Barbara Yelin und 2022 eine Werkausschau zum hundertsten Geburtstag von Paul Flora.

## Belege
1. ↑  Georgia Meinhart: Comics: "Raus aus dem Schmuddeleck", Die Presse, 28. Februar 2010
2. ↑  Gottfried Gusenbauer folgt auf Jutta Pichler. Direktorenwechsel im Karikaturmuseum Krems, Ö1.ORF.at, Kulturjournal, 2. Januar 2012, online 8. April 2017
3. ↑  Hannes Hintermeier: Ein Strich sagt mehr als tausend Worte, FAZ, 26. Februar 2022

| Personendaten    | Personendaten                                                       |
| ---------------- | ------------------------------------------------------------------- |
| NAME             | Gusenbauer, Gottfried                                               |
| KURZBESCHREIBUNG | österreichischer Herausgeber und Direktor des Karikaturmuseum Krems |
| GEBURTSDATUM     | 11. April 1968                                                      |
| GEBURTSORT       | Linz                                                                |